# Pseudohorus caecus
Pseudohorus caecus es una especie de arácnido del orden Pseudoscorpionida de la familia Olpiidae.

## Distribución geográfica
Se encuentra en Tanzania.